# European Network Against Racism
 (octobre 2020).
European Network Against Racism (ENAR), traduit en français par « Réseau européen contre le racisme », est une ONG représentant les associations antiracistes en Europe, particulièrement l'islamophobie.
ENAR lutte contre le racisme et toutes formes de discrimination et créant des synergies entre près de 600 associations locales et nationales et les représente auprès des institutions de l'Union européenne.

## Histoire
L'année 1997 est déclarée par la Commission européenne Année européenne contre le racisme. Entre mars et septembre 1998, plus de 600 associations et ONG participent à des tables rondes nationales et européennes pour établir une organisation qui pourrait les représenter. En 1998, la Conférence constitutive de European Network Against Racism réunit plus de 200 représentants de ces organisations pour élaborer un programme d’action commun.
Michaël Privot est directeur de l'ENAR depuis 2010.
L'ENAR est financé par l'Union européenne, l'Open Society Foundations, le Joseph Rowntree Charitable Trust et le Sigrid Rausing Trust et les cotisations de ses membres.
L'ONG est accréditée pour accéder au Parlement européen,. Elle participe au groupe d'expert de la Commission européenne contre le racisme, « EU High Level Group on combating racism, xenophobia and other forms of intolerance », au côté d'Amnesty International, de l'Open Society European Policy Institute, de l'International Lesbian, Gay, Bisexual, Trans and Intersex Association et de Social Plateform, la plateforme des ONG sociale en Europe,.
L’ENAR est soupçonnée de liens idéologiques avec les Frères musulmans. En avril 2025, elle propose Emmanuel Achiri au sein d’un forum consultatif chargé de veiller au respect des droits fondamentaux dans les activités d’Europol. Cette instance, bien qu’« consultative », peut avoir accès à des données sensibles de l’agence européenne de police. Emmanuel Achiri s’est notamment fait remarquer, selon Le Figaro, « par des propos polémiques sur X, dénonçant une Europe « obsédée par une blancheur synthétique », accusant la France de comportements coloniaux persistants et l’Allemagne de « déshumaniser » les Palestiniens dans le cadre du conflit israélo-palestinien. Il est également connu pour son militantisme intersectionnel et décolonial ».